# Cardenal anyil de pit taronja
El cardenal anyil de pit taronja (Passerina leclancherii) és una espècie d'ocell cardinàlid endèmica de l'occident i sud de Mèxic.
Els adults mesuren 12. Els mascles tenen el plomatge de les parts dorsals predominantment blava, amb corona verda i una taca també verda en l'esquena. Les parts ventrals i la màscara són groc brillant, amb el pit color taronja. Les femelles són marró olivàcia en el dors i groga llimona en les parts ventrals; un anell ocular és també groc.